# 智游网
亿客行（Expedia.com，在大陆名为“亿客行”，港台名为“智遊網”）是一家綜合旅遊服務網站，由公司經營，提供机票预订、酒店预计、汽车出租、游船等多项旅遊服务。其总部位于美国华盛顿州西雅图。
亿客行由微软于1996年10月22日成立。后来由于“不再与软件密集型技术有关”（"no longer about software intensive technology"）以及他们“认为他们不能做到最好”（"concerned that they would not do their best at this."）而分拆出来。